# Heteropatrická speciace

Srovnání alopatrické, peripatrické, parapatrické a sympatrické speciace. Shora dolů: 1. původní populace, 2. prvotní krok speciace, 3. evoluce reprodukční bariéry, 4. nové odlišné druhy po vyrovnání nových areálů

Heteropatrický a heteropatrie jsou biogeografické pojmy odkazující na organismy, jejichž zeměpisné areály se překrývají nebo jsou dokonce stejné.Tyto organismy se tedy alespoň v některých místech vyskytují společně, ale zabírají odlišné ekologické niky, což brání časté hybridizaci. Takové organismy jsou obvykle blízce příbuzné (může jít například o sesterské skupiny), a jejich rozšíření a ekologie jsou výsledkem heteropatrické speciace.
Heteropatrická speciace je zvláštním případem speciace sympatrické, a vyskytuje se v těch případech, kdy odlišné ekotypy nebo varianty téhož druhu organismu zeměpisně koexistují, ale využívají odlišné ekologické niky stejného heterogenního prostředí. Heteropatrická speciace svým poukazem na behaviorální (spíše než geografickou) zábranu toku genů mezi divergujícími skupinami uvnitř populace upřesňuje naši představu o sympatrické speciaci. Význam behaviorálního rozdělení jako mechanismu pro podporu sympatrické speciace v různorodé krajině je zdůraznil John Maynard Smith ve své práci zaměřené právě na sympatrickou speciaci. Pojem heteropatrie následně zavedli Wayne Getz a Veijo Kaitala ve svém rozšíření Maynardovy analýzy podmínek usnadňujících sympatrickou speciaci.
Ačkoli někteří evoluční biologové stále považují otázku sympatrické speciace za přinejmenším spornou, teoretické i empirické studie přinášejí nové a nové důkazy pro sympatrickou speciaci jako pravděpodobnou příčinu vzniku biodiverzity v určitých ekosystémech. Explicitní i implicitní argumenty poukazují na kompetici a následné oddělení nik sympatricky koexistujících ekologických variant, které se prostřednictvím asortativního páření nakonec vyvinou v oddělené druhy. K asortativnímu páření dochází nejčastěji tehdy, pokud je páření spojeno s preferencí konkrétní niky, jak můžeme vidět na příkladu vrtule jabloňové (Rhagoletis pomonella). Mouchy tohoto druhu využívají výrazných těkavých pachů k rozlišení zástupců "jabloňožravé" a "hlohožravé" varianty, a k páření si vybírají partnera narozeného na stejném druhu ovoce.
Termín heteropatrie řeší problém sympatrické speciace změnou měřítka: Proces působící z populačního hlediska jako sympatrický je, vezmeme-li v úvahu čas strávený pohybem přes nepreferované ekologické niky, z pohledu jednotlivce alopatrií.